# Revolución francesa de 1848
La Revolución francesa de 1848 fue una insurrección popular que tuvo lugar en París del 22 al 25 de febrero de 1848. Obligó al rey Luis Felipe I de Francia a abdicar y dio paso a la Segunda República Francesa.

## Antecedentes
El reinado de Luis Felipe I se conoce como la Monarquía de Julio por el mes en que ocurrió la Revolución de 1830 que lo colocó en el trono de Francia tras deponer al rey Carlos X. Era una monarquía constitucional que en 1848 tenía a François Guizot como primer ministro y jefe del gobierno. Guizot había sido líder del pequeño partido de los Doctrinarios (que desapareció con la revolución francesa de 1830), y representaba la resistencia de la autoridad a cualquier reforma liberal que se planteara. Su política no era del gusto de la opinión popular ni del creciente movimiento republicano, que lo hacían responsable de la mala situación en cuestiones económicas y en asuntos exteriores que Francia sufría en estos años. 
Además de la crisis económica, industrial y financiera, el sentimiento de desilusión y el creciente descontento por el bloqueo de las reformas democráticas, exacerbaron las demandas de socialistas y republicanos. Sentían que las reformas no se hacían con rapidez suficiente, y las mociones de reforma electoral que presentaban socialistas y republicanos en la Asamblea Nacional nunca eran aprobadas.

## Campaña de los banquetes
Las elecciones generales de 1846 dieron una confortable mayoría al gobierno de Guizot, pero las reuniones privadas de la oposición se multiplicaban. El gobierno decidió entonces cancelar el derecho de reunión. Para eludir esa cancelación, en julio de 1847 comenzaron a celebrarse grandes banquetes, donde los comensales pagaban para comer y oír los discursos de los líderes nacionales de la oposición, y para debatir de temas políticos. Eran a menudo organizados por los periódicos de la oposición. Estos banquetes se extendieron rápidamente por toda Francia (hubo 70 banquetes con un total de 22 000 comensales en todo el país), en lo que se conoce como la «campaña de los banquetes».
El gobierno no podía prohibir estas reuniones, ya que, al pagar los asistentes por una comida, ésta no podía ser considerada como reunión política. Hasta que la relativa tolerancia del gobierno se agotó. Un banquete organizado por los oficiales de la Guardia Nacional y previsto para el 19 de febrero de 1848 en París fue repentinamente prohibido por el ministro de Interior Charles Marie Tanneguy Duchâtel. El banquete fue aplazado al día 22 y se convocó una manifestación para el mismo día. Los organizadores, preocupados por evitar enfrentamientos violentos, cancelaron el banquete y la manifestación en el último momento, pero tanto la oposición como el gobierno se vieron rápidamente desbordados por el curso de los acontecimientos.

## 23-25 de febrero
El 22 de febrero numerosos estudiantes, a los que se unieron trabajadores, marcharon por las calles de París protestando por la prohibición del banquete e ignorando que había sido cancelado. Marcharon hasta la Asamblea Nacional demandando el sufragio universal y la dimisión del gobierno de Guizot. El rey decretó el estado de sitio, contando con el apoyo de 30 000 soldados y de la artillería de los fortines de las murallas de la ciudad, así como de 40 000 guardias nacionales. Para sorpresa del gobierno, la Guardia Nacional se interpuso entre los manifestantes y las tropas del ejército. Mientras tanto, en la Asamblea, el monárquico Odilon Barrot pedía sin éxito la dimisión del gobierno por su incapacidad de resolver la crisis, en un último intento de salvar la monarquía.  
El 23 de febrero por la mañana, la Guardia Nacional tomó abiertamente partido por la ciudadanía y la insurrección se extendió. Por la tarde, la situación ya era incontrolable, pero el rey Luis Felipe se negó a que el ejército disparase contra el pueblo insurrecto. Para templar los ánimos, y de acuerdo con sus consejeros, destituyó a Guizot y pidió al conde Mathieu Molé que formara un nuevo gobierno. Para celebrar esta primera victoria, los ciudadanos desfilaron por la noche por las calles de la capital. También algunos diputados de la oposición rehusaron cooperar con el rey.[cita requerida]
Durante la noche del 23, en una calle cercana al bulevar de las Capuchinas, un grupo de manifestantes trató de avanzar pero un grupo de soldados lo impidió. Durante la confrontación alguien disparó un fusil y los soldados empezaron a disparar a la muchedumbre. Murieron alrededor de sesenta y cinco personas y hubo aproximadamente ochenta heridos. La masacre empeoró aún más la situación, ya que los ciudadanos sentían que el gobierno los había engañado.
El 24 de febrero, las manifestaciones se reanudaron. Estudiantes, obreros, artesanos y miembros de la pequeña burguesía marcharon por la ciudad, asaltando tiendas, robando armas, quemando edificios públicos y levantando alrededor de 1500 barricadas en toda la ciudad. Las marchas de protesta llegaron ante el Palacio de las Tullerías donde tropas al mando del mariscal Bugeaud se disponían a contratacar para aplacar la revuelta. Para evitar un baño de sangre, el rey decidió entonces abdicar en favor de su nieto de nueve años, Felipe conde de París, confiando la regencia a su nuera, la duquesa de Orleans.
Por la tarde del mismo día, la duquesa se dirigió a la Asamblea Nacional para la investidura de su hijo como nuevo monarca de Francia y para que se proclamara oficialmente su regencia. Pero, recordando el fracaso de la Revolución de 1830, los republicanos y la izquierda parlamentaria desconfiaban de la monarquía constitucional y exigían ahora la instauración de la república. Apoyados por la presión popular de los manifestantes que irrumpieron en la Asamblea, se decidió la formación de un gobierno provisional bajo la presidencia del veterano Dupont de l'Eure.
Este gobierno provisional se encargó de dirigir el país hasta que se celebraran elecciones y se aprobara una constitución republicana. Estaba formado por republicanos moderados como el poeta Lamartine, el director del periódico Le National, François Arago, Adolphe Crémieux y el propio Dupont de l'Eure, y por otro lado por radicales y socialistas que, aparte del sufragio universal masculino y de una reforma política, pedían profundas reformas sociales para mejorar las difíciles condiciones de los trabajadores. Estos últimos, reagrupados en torno al periódico La Réforme, contaban con personas como Flocon, su redactor jefe, Ledru-Rollin, Louis Blanc y el obrero Albert.
Luis Felipe abdicó y huyó con su familia al Reino Unido. El gobierno provisional proclamó la II República, decretó el sufragio universal masculino, fijó la jornada laboral en 10-11 horas y reconoció el derecho al trabajo para todos los ciudadanos.
La revolución francesa de 1848 tuvo una gran repercusión en otros países de Europa como Austria, Hungría, Alemania e Italia, donde sendas insurrecciones populares consiguieron significativos avances democráticos. Este movimiento europeo se conoce como la «Primavera de los Pueblos».